# Copa Intertoto de la UEFA 2003
La Copa Intertoto de la UEFA 2003 fue organizada por la UEFA y se disputó en los meses de verano del hemisferio norte de 2003. Se disputaron tres finales distintas con tres campeones: Perugia de Italia, Villarreal de España y Schalke 04 de Alemania. Los tres campeones obtuvieron una plaza para disputar la Copa de la UEFA 2003-04, en la que el Villarreal alcanzó las semifinales, el Perugia los Octavos de final y el Schalke 04 los Treintaidosavos de final.

## Primera ronda
| Equipo local ida   | Global   | Equipo visitante ida     | Ida | Vuelta     |
| ------------------ | -------- | ------------------------ | --- | ---------- |
| Pasching           | 2-2 (v.) | WIT Georgia              | 1-0 | 1-2        |
| Encamp             | 1-7      | Lierse                   | 0-3 | 1-4        |
| Spartak Trnava     | 2-7      | Pobeda                   | 1-5 | 1-2        |
| Partizani          | 3-3 (v.) | Maccabi Netanya          | 2-0 | 1-3        |
| Brno               | 3-3 (v.) | Kotayk Abovian           | 1-0 | 2-3        |
| Koper              | 3-2      | NK Zagreb                | 1-0 | 2-2        |
| Zalgiris Vilnius   | 1-4      | Örgryte IS               | 1-1 | 0-3        |
| Győri ETO          | 3-3 (v.) | Ethnikos Achna           | 1-1 | 2-2        |
| Fehérvár           | 4-5      | Marek Dupnitsa           | 2-2 | 2-3 (pró.) |
| MKS Odra Wodzisław | 1-3      | Shamrock Rovers          | 1-2 | 0-1        |
| Tampere United     | 2-2 (v.) | FC Ceahlăul Piatra Neamţ | 1-0 | 1-2        |
| Sutjeska           | 4-1      | Union Luxemburg          | 3-0 | 1-1        |
| Bangor City        | 2-6      | Gloria Bistrita          | 0-1 | 2-5        |
| OFK Belgrado       | 11-4     | Narva Trans              | 6-1 | 5-3        |
| Dinaburg           | 1-2      | Wil                      | 1-0 | 0-2        |
| Polonia Varsovia   | 1-5      | Tobol                    | 0-3 | 1-2        |
| ZTS Dubnica        | 7-1      | Olympiakos Nicosia       | 3-0 | 4-1        |
| Dacia Chisinau     | 5-1      | GÍ Gøta                  | 4-1 | 1-0        |
| Sloboda Tuzla      | 2-2 (p.) | KA                       | 1-1 | 1-1        |
| Shakhtyor          | 8-1      | Omagh Town               | 1-0 | 7-1        |
| Vantaan Allianssi  | 2-1      | Hibernians               | 1-0 | 1-1        |

## Segunda ronda
| Equipo local ida       | Global   | Equipo visitante ida | Ida | Vuelta |
| ---------------------- | -------- | -------------------- | --- | ------ |
| Akratitos              | 0-1      | Vantaan Allianssi    | 0-1 | 0-0    |
| Örgryte IS             | 4-4 (v.) | OGC Niza             | 3-2 | 1-2    |
| Slovácko               | 4-3      | OFK Belgrado         | 1-0 | 3-3    |
| Racing de Santander    | 2-2 (v.) | Győri ETO            | 1-0 | 2-1    |
| Slovan Liberec         | 4-0      | Shamrock Rovers      | 2-0 | 2-0    |
| Thun                   | 3-4      | Brno                 | 2-3 | 1-1    |
| Brescia                | 3-2      | Gloria Bistrita      | 2-1 | 1-1    |
| Marek Dupnitsa         | 1-3      | Wolfsburgo           | 1-1 | 0-2    |
| Shakhtyor              | 3-5      | HNK Cibalia          | 1-1 | 2-4    |
| K. Sint-Truidense V.V. | 0-3      | Tobol                | 0-2 | 0-1    |
| Willem II              | 3-4      | Wil                  | 2-1 | 3-1    |
| Pobeda                 | 2-3      | Pasching             | 1-1 | 1-2    |
| Sloboda Tuzla          | 2-5      | Lierse               | 1-0 | 1-5    |
| Tampere United         | 1-0      | Sutjeska             | 0-0 | 1-0    |
| Dacia Chisinau         | 5-0      | Partizani            | 2-0 | 3-0    |
| Koper                  | 3-3 (v.) | ZTS Dubnica          | 1-0 | 2-3    |

## Tercera ronda
| Equipo local ida    | Global | Equipo visitante ida | Ida | Vuelta     |
| ------------------- | ------ | -------------------- | --- | ---------- |
| Tobol               | 0-4    | Pasching             | 0-1 | 0-3        |
| Perugia             | 4-0    | Vantaan Allianssi    | 2-0 | 2-0        |
| PAE Egaleo          | 4-5    | Koper                | 2-3 | 2-2        |
| Nantes              | 5-3    | Wil                  | 2-1 | 3-2        |
| OGC Niza            | 0-1    | Werder Bremen        | 0-0 | 0-1        |
| Villarreal          | 3-1    | Brescia              | 2-0 | 1-1        |
| Guingamp            | 4-5    | Brno                 | 2-1 | 2-4 (pro.) |
| Dacia Chisinau      | 1-3    | Schalke 04           | 0-1 | 1-2        |
| Racing de Santander | 1-3    | Slovan Liberec       | 0-1 | 1-2        |
| Slovácko            | 0-3    | Wolfsburgo           | 0-1 | 0-2        |
| Tampere United      | 1-2    | HNK Cibalia          | 0-2 | 1-0        |
| Heerenveen          | 5-1    | Lierse               | 4-1 | 1-0        |

## Semifinales
| Equipo local ida | Global | Equipo visitante ida | Ida | Vuelta |
| ---------------- | ------ | -------------------- | --- | ------ |
| Nantes           | 0-1    | Perugia              | 0-1 | 0-0    |
| Pasching         | 5-1    | Werder Bremen        | 4-0 | 1-1    |
| Brno             | 1-3    | Villarreal           | 1-1 | 0-2    |
| Schalke 04       | 2-1    | Slovan Liberec       | 2-1 | 0-0    |
| Heereveen        | 2-1    | Koper                | 2-0 | 0-1    |
| HNK Cibalia      | 1-8    | Wolfsburgo           | 1-4 | 0-4    |

## Finales
| Equipo local ida | Global | Equipo visitante ida | Ida | Vuelta |
| ---------------- | ------ | -------------------- | --- | ------ |
| Pasching         | 0-2    | Schalke 04           | 0-2 | 0-0    |
| Heerenveen       | 1-2    | Villarreal C. F.     | 1-2 | 0-0    |
| Perugia          | 3-0    | Wolfsburgo           | 1-0 | 2-0    |

## Campeones
| Bandera de Alemania | Bandera de España | Bandera de Italia |
| Schalke 04          | Villarreal        | Perugia           |
| 1° título           | 1° título         | 1° título         |